# Георг Мальзі
Георг Мальзі (нім. Georg Malsi) — офіцер зенітної артилерії, майор резерву люфтваффе. Доктор інженерних наук. Кавалер Лицарського хреста Хреста Воєнних заслуг з мечами. 
Розробник оптичного пристрою для виявлення ворожих літаків і, відповідно, підвищення точності вогню зенітної артилерії.

## Нагороди[2]
- Хрест Воєнних заслуг 2-го і 1-го класу з мечами
- Лицарський хрест Хреста Воєнних заслуг з мечами (1 лютого 1945)